# 芜菁叶艾纳香
芜菁叶艾纳香（学名：Blumea napifolia）是菊科艾纳香属的植物。分布在缅甸、印度、中南半岛、泰国以及中国大陆的广东、云南等地，生长于海拔50米至600米的地区，多生长在草地、田边或空旷山坡。